# Сапаргалиев, Галымжан Ахметжанович
Галымжан Ахметжанович Сапаргалиев (18 февраль 1970 — 27 ноября 2011) — казахстанский самбист, бронзовый призёр Кубка СССР 1992 года, бронзовый призёр чемпионата Европы 1994 года в Паневежисе, серебряный (1993) и бронзовый (1994) призёр чемпионатов мира, мастер спорта международного класса Республики Казахстан. Выступал в наилегчайшей весовой категории (до 48 кг).
В селе Бесагаш (Жамбылский район Казахстана) проводится республиканский юношеский турнир по борьбе куреш памяти Галымжана Сапаргалиева.